# Alessandro Lualdi

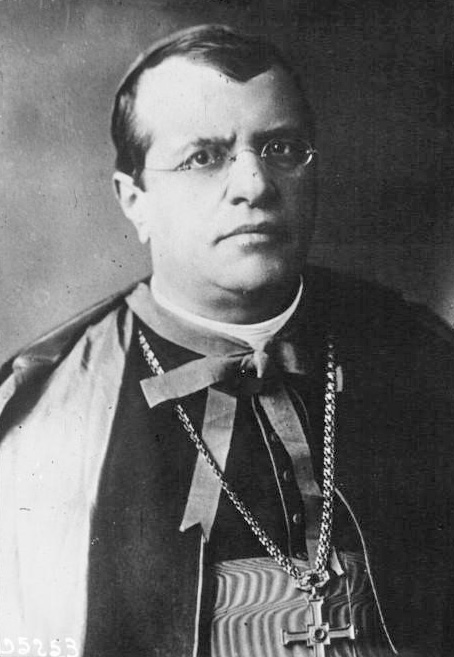
Alessandro Kardinal Lualdi, 1922

Kardinalswappen

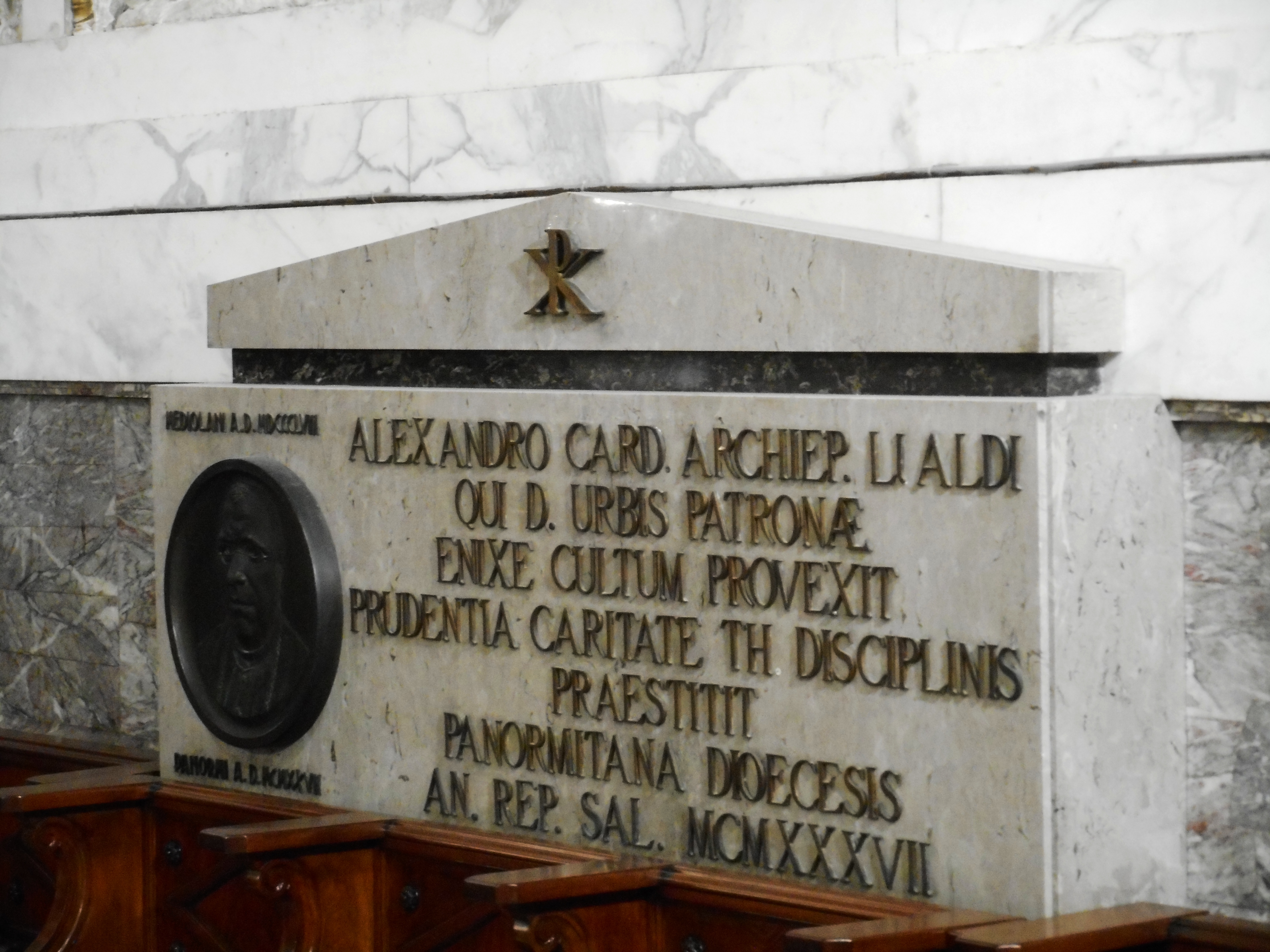
Grab von Kardinal Lualdi in der Kathedrale von Palermo

Alessandro Kardinal Lualdi (* 12. August 1858 in Mailand, Königreich Lombardo-Venetien; † 12. November 1927 in Palermo, Königreich Italien) war ein italienischer Geistlicher und römisch-katholischer Erzbischof von Palermo.

## Leben

### Frühe Jahre
Alessandro Lualdi absolvierte in Mailand und Rom ein Studium in den Fächern Philosophie und Katholische Theologie. Er empfing im Jahre 1880 das Sakrament der Priesterweihe und arbeitete anschließend als Gemeindeseelsorger in Mailand. Zwischen 1894 und 1904 war Lualdi Rektor des Päpstlichen Lombardischen Priesterseminares in Rom. 1899 verlieh ihm Papst Leo XIII. den Titel eines Päpstlichen Geheimkämmerers.

### Erzbischof von Palermo und Kardinal
Papst Pius X. ernannte ihn 1904 zum Erzbischof von Palermo. Die Bischofsweihe empfing Alessandro Lualdi durch den Kurienkardinal Mariano Kardinal Rampolla; Mitkonsekratoren waren Nicolò Audino, Bischof von Mazara del Vallo, und Mario Sturzo, Bischof von Piazza Armerina. Als Erzbischof von Palermo war Lualdi auch Metropolit der Kirchenprovinz Palermo und Primas von Sizilien. Auf seine Initiative hin wurde 1927 das Diözesanmuseum von Palermo gegründet.
Im Konsistorium vom 15. April 1907 nahm Papst Pius X. ihn als Kardinalpriester mit der Titelkirche Santi Andrea e Gregorio al Monte Celio in das Kardinalskollegium auf. Er nahm sowohl 1914 als auch 1922 am Konklave teil. 1926 entsandte ihn Papst Pius XI. als päpstlichen Legaten zur Feier des achthundertsten Jubiläums der heiligen Agatha nach Catania.
Alessandro Lualdi starb am 12. November 1927 in Palermo und wurde in der Kathedrale Maria Santissima Assunta beigesetzt.